# Борисов Юрій Сергійович (науковець)
Юрій Сергійович Борисов (8 серпня 1932, Нижній Тагіл — 1 березня 2022, Київ) — український радянський науковець у галузях металургії та матеріалознавства, доктор технічних наук (1983), професор (1990). Заслужений діяч науки і техніки України.
Понад 35 років — провідний науковий співробітник Інституту електрозварювання імені Є. О. Патона НАН України (1985—2022), завідувач відділу захисних покриттів. Дослідник широкого кола матеріалознавчих питань, зокрема, теоретичних основ газотермічного напилення композиційних порошків, покриттів із нетрадиційною структурою. Автор близько 500 наукових робіт, 70 авторських свідоцтв на винаходи.

## Життєпис

Могила Юрія Борисова, Байкове кладовище

Народився 8 серпня 1932-го року у місті Нижній Тагіл, РРФСР.
У 1955-му році закінчив металургійний факультет Уральського політехнічного інституту. Відтоді ж — молодший науковий співробітник Уральського науково-дослідного інституту чорних металів (місто Свердловськ).
У 1964-му році здобув науковий ступінь кандидата технічних наук, захистивши дисертацію на тему «Некоторые вопросы применения углеводородов в доменной плавке». У 1971-му році обійняв посаду завідувача лабораторії розробки процесів нанесення захисних покриттів в Інституті чорних металів. Під керівництвом Юрія Борисова співробітники лабораторії розвивали напрямки з розробки матеріалів та технологій плазмового напилення покриттів, інші нагальні питання галузі.
У 1974-му році переїхав до Києва, протягом року обіймав посаду старшого наукового співробітника Київського політехнічного інституту. З 1975-го року — спочатку старший науковий співробітник, пізніше — керівник групи, завідувач відділу Інституту проблем матеріалознавства АН УРСР.
У 1983-му році здобув науковий ступінь доктора технічних наук, захистивши дисертацію на тему «Теоретические и технологические основы получения плазменных покрытий из композиционных порошков». У 1985-му році розпочав роботу в Інституті електрозварювання імені Є. О. Патона, понад 35 років завідував відділом захисних покриттів. У 1990-му році здобув вчене звання професора.
Дружина — науковиця у галузях металургії та матеріалознавства, доктор технічних наук Алла Борисова (нар. 1934).
Працював до останніх днів життя — в одному 2022-му році було прижиттєво або посмертно опубліковано не менше 7 наукових статей у співавторстві Юрія Борисова. Помер 1 березня 2022-го року, за п'ять місяців до 90-го дня народження. Похований у колумбарії Байкового кладовища, біля центрального входу.

## Наукова діяльність
Під керівництвом Юрія Борисова у відділі захисних покриттів розвинені нові напрямки у газотермічному напиленні, зокрема нанесення покриттів із композиційних порошків, покриттів з аморфною та квазікристалічною структурою. Обладнання мікроплазмового напилення та інтегрований лазерно-дуговий плазмотрон, розроблені за участю науковця, використовуються в багатьох країнах світу, зокрема, США, Канаді, Франції, Німеччині тощо. Була створена оригінальна система комп'ютерного моделювання процесу напилення CASPSP.
Науковий керівник та педагог понад 20 кандидатів та докторів наук, зокрема Сергія Войнаровича, Наталії Вігілянської, Олександра Волоса, Олексія Бурлаченка тощо. Автор близько 500 наукових робіт, 70 запатентованих винаходів.
Член Вченої ради Інституту електрозварювання, Ради із захисту кандидатських дисертацій Київського політехнічного інституту. Член редакційної колегії часопису «Автоматичне зварювання». Член Американського товариства матеріалів (ASM International), член комітету термічного напилення Міжнародного інституту зварювання (International Institute of Welding).
В останнє десятиліття життя керував роботами зі створення нових біоактивних покриттів для ендопротезів та стентів. Ці розробки нині використовуються у промисловому виробництві ендопротезів кульшового суглоба.

## Науковий доробок (частковий)
- 1964 — «Некоторые вопросы применения углеводородов в доменной плавке» (дисертація)
- 1983 — «Теоретические и технологические основы получения плазменных покрытий из композиционных порошков» (дисертація)
- 1985 — «Газотермические покрытия из композиционных порошков» (монографія; у співавторстві)
- 1985 — «Газотермическое напыление композиционных порошков» (монографія; у співавторстві)
- 1986 — «Плазменные порошковые покрытия» (монографія; у співавторстві)
- 1987 — «Газотермические покрытия из порошковых материалов» (монографія; у співавторстві)
- 1988 — «Некристаллические металлические материалы и покрытия в технике» (монографія; у співавторстві)
- 1989 — «Новые металлические материалы» (збірка наукових робіт; у співавторстві)
- 1999 — «Изготовление корковых изделий из сплавов системы Cu-Al-Fe методом плазменного напыления» (стаття; у співавторстві)
- 1999 — «Исследование термоциклической долговечности покрытий для камер сгорания газовых турбин» (стаття; у співавторстві)
- 1999 — «Нанесение узкополосных покрытий методом микроплазменного напыления» (стаття; у співавторстві)
- 1999 — «Триботехнические характеристики плазменных покрытий, содержащих графит» (стаття; у співавторстві)
- 2000 — «Компьютерное моделирование процессом плазменного напыления» (стаття; у співавторстві)
- 2000 — «Микроплазменное напыление биокерамических покрытий» (стаття; у співавторстві)
- 2001 — «Влияние микрорельефа поверхности на прочность сцепления с газотермическими покрытиями» (стаття; у співавторстві)
- 2001 — «Особенности структуры квазикристаллических покрытий системы Al — Cu — Fe, полученных методами газотермического напыления» (стаття; у співавторстві)
- 2001 — «Получение порошков системы Al — Cu — Fe для газотермического напыления покрытий с квазикристаллической структурой» (стаття; у співавторстві)
- 2002 — «Исследование биокерамических покрытий полученных методом микроплазменного напыления» (стаття; у співавторстві)
- 2002 — «Исследование межфазного взаимодействия ферротитана с карбидом кремния в порошковых смесях, используемых для газотермического нанесения покрытий» (стаття; у співавторстві)
- 2003 — «Исследование межфазного взаимодействия ферротитана с карбидом бора в порошковых смесях для нанесения газотермических покрытий» (стаття; у співавторстві)
- 2003 — «Плазменно-дуговое напыление износостойких покрытий из композиционных порошков» (стаття; у співавторстві)
- 2004 — «Математическое моделирование процесса плазменного напыления композиционных порошков с учетом экзотермической реакции синтеза материала покрытия» (стаття; у співавторстві)
- 2005 — «Газотермічні покриття, що містять квазікристалічну фазу, властивості і застосування» (стаття; у співавторстві)
- 2005 — «Конвективно-кондуктивный и радиационный теплообмен потока плазмы с частицами дисперсного материала в условиях плазменного напыления» (стаття; у співавторстві)
- 2005 — «Нанесення покриття» (монографія; у співавторстві)
- 2006 — «Антикоррозионная защита базовых металлоконструкций металлизационными покрытиями» (стаття; у співавторстві)
- 2006 — «Влияние легирования на состав, структуру и свойства порошков сплава AlCuFe, содержащего квазикристаллическую фазу» (стаття; у співавторстві)
- 2007 — «Исследование процессов диффузии в многослойных композиционных газотермических покрытиях» (стаття; у співавторстві)
- 2007 — «Коррозионная стойкость газотермических покрытий из сплавов на основе AlCuFe, содержащих квазикристаллическую фазу» (стаття; у співавторстві)
- 2007 — «Інженерія поверхні» (підручник; у співавторстві)
- 2010 — «Получение покрытий TiO2 из суспензии методом высокоскоростного воздушно-газового плазменного напыления» (стаття; у співавторстві)
- 2011 — «Двухслойное биокерметное покрытие титан — гидроксиапатит» (стаття; у співавторстві)
- 2012 — «Влияние поверхностно-активных веществ на фазообразование в процессе получения методом механохимического синтеза порошков системы Al Cu–Fe для газотермических покрытий» (стаття; у співавторстві)
- 2012 — «Газотермическое напыление псевдосплавных покрытий» (стаття; у співавторстві)
- 2012 — «Комбинированная лазерно-микроплазменная наплавка порошками сплавов системы Ni–Cr–B–Si» (стаття; у співавторстві)
- 2012 — «Теплозащитные свойства газотермических покрытий, содержащих квазикристаллический сплав системы Al–Cu–Fe» (стаття; у співавторстві)
- 2012 — «Ендопротези суглобів людини: матеріали і технології» (підручник; у співавторстві)
- 2013 — «Изготовление резистивного электронагревателя способом микроплазменного напыления» (стаття; у співавторстві)
- 2013 — «Исследование диспергирования разнородных проволочных материалов в процессе электродугового напыления» (стаття; у співавторстві)
- 2013 — «Магнетронные нанокомпозитные покрытия nc-TiC/a-C» (стаття; у співавторстві)
- 2013 — «Численное моделирование теплообмена и гидродинамики при лазерно-плазменной обработке металлических материалов» (стаття; у співавторстві)
- 2014 — «Детонационные покрытия из композиционного порошка ферромолибден–карбид кремния, полученного методом механохимического синтеза» (стаття; у співавторстві)
- 2014 — «Исследование пятна напыления и фигуры металлизации в условиях микроплазменного нанесения покрытия из диоксида титана» (стаття; у співавторстві)
- 2015 — «Сверхзвуковое воздушно-газовое плазменное напыление керметных покрытий системы карбид титана-хрома–нихром» (стаття; у співавторстві)
- 2016 — «Влияние технологических факторов микроплазменного напыления TiO2 на степень использования напыляемого материала» (стаття; у співавторстві)
- 2017 — «Детонационные покрытия из порошков интерметаллидов системы Fe–Al, полученных методом механохимического синтеза» (стаття; у співавторстві)
- 2017 — «Исследование процесса получения структуры и свойств магнетронных нанослойных FeAl-покрытий» (стаття; у співавторстві)
- 2017 — «Разработка технологии микроплазменного напыления для восстановления локальных повреждений эмалевых покрытий» (стаття; у співавторстві)
- 2017 — «Структура и свойства легированных порошков на основе интерметаллида Fe3Al для газотермического напыления, полученных методом механохимического синтеза» (стаття; у співавторстві)
- 2018 — «Development of electric-arc pseudoalloy coatings for the strengthening of copper walls of molds» (стаття; у співавторстві)
- 2018 — «Исследование триботехнических характеристик электродуговых железо-медных покрытий с псевдосплавной структурой» (стаття; у співавторстві)
- 2018 — «Исследование электрических и энергетических характеристик плазмотрона при микроплазменном напылении проволочными материалами» (стаття; у співавторстві)
- 2018 — «Применение метода микроплазменного напыления для изготовления резистивного нагревательного элемента» (стаття; у співавторстві)
- 2018 — «Применение методов газотермического напыления для изготовления резистивных покрытий» (стаття; у співавторстві)
- 2019 — «Жаростойкие газотермические покрытия на основе интерметаллида FeAlCr с добавкой CeO2» (стаття; у співавторстві)
- 2019 — «Исследование электрических и тепловых характеристик плазмотрона для микроплазменного напыления покрытий из порошковых материалов» (стаття; у співавторстві)
- 2019 — «Структура и фазовый состав плазменных покрытий ZrB2–SiC–AlN на поверхности композиционного материала C/C-SiC» (стаття; у співавторстві)
- 2020 — «Покриття на основі інтерметалідів Fe–Al, які отримані методами плазмового і надзвукового повітряно-газового плазмового напилення» (стаття; у співавторстві)
- 2021 — «Електродугове напилення інтерметалідних Fe–Al покриттів з використанням різнорідних суцільних та порошкових дротів» (стаття; у співавторстві)
- 2021 — «Композиційні порошки на основі аморфізуючого сплаву FeMoNiCrB з добавками тугоплавких сполук для газотермічного нанесення покриттів» (стаття; у співавторстві)
- 2021 — «Отримання і властивості детонаційних покриттів на основі аморфізованого сплаву FeMoNiCrB з введенням зміцнюючих фаз» (стаття; у співавторстві)
- 2022 — «Аналіз сучасного досвіду розробок ущільнюючих покриттів для деталей газотурбінних двигунів» (стаття; у співавторстві)
- 2022 — «Вплив параметрів процесу магнетронного напилення на фазовий склад і структуру покриттів з нітриду вуглецю» (стаття; у співавторстві)
- 2022 — «Вплив попередньої активації порошку TiAl на процес механохімічного синтезу інтерметаліду (Fe, Ti)3Al» (стаття; у співавторстві)
- 2022 — «Дослідження жаростійкості плазмових покриттів з інтерметаліду TiAl із застосуванням параметричної діаграми окислення» (стаття; у співавторстві)
- 2022 — «Дослідження покриттів, отриманих високошвидкісним газополуменевим напиленням керметного порошку на основі сплаву FeMoNiCrB, що аморфізується» (стаття; у співавторстві)
- 2022 — «Корозійна тривкість плазмових покриттів, отриманих з композиційних порошків на основі TiAl з доданням неметалевих тугоплавких сполук» (стаття; у співавторстві)
- 2022 — «Формування композиційних покриттів методом надзвукового плазмового напилення порошків на основі інтерметаліду TiAl з неметалевими тугоплавкими сполуками SiC та Si3N4» (стаття; у співавторстві)

### Авторські свідоцтва на винаходи (у співавторстві)
- 1993 — надзвуковий електродуговий плазмотрон
- 1994 — електродуговий підігрівник газу
- 1994 — спосіб одержання аморфних металевих матеріалів
- 1994 — спосіб та пристрій для газотермічного напилення покриттів
- 1994 — спосіб газотермічного напилення
- 1995 — спосіб ванадування сплавів заліза у рідині
- 1996 — порошкова суміш для газотермічного напилення
- 1997 — спосіб одержання покриттів
- 1997 — спосіб отримання аморфних металевих матеріалів та обладнання для його здійснення
- 1998 — плазмотрон
- 2000 — пристрій для обробки поверхні
- 2002 — металокерамічний імплантат для міжтілового спондилодезу
- 2003 — емаль для електростатичного нанесення
- 2003 — плазмотрон для напилення покриттів
- 2010 — псевдосплавні покриття на основі міді та спосіб їх нанесення
- 2011 — спосіб нанесення псевдосплавних покриттів на основі міді
- 2012 — інтегрований лазерно-дуговий плазмотрон
- 2013 — порошковий дріт з продуктами механохімічного синтезу для газотермічного нанесення псевдосплавних покриттів
- 2014 — композиційний аморфний матеріал на основі цирконію з антифрикційним компонентом дисульфіду молібдену

## Нагороди
- заслужений діяч науки і техніки України
- медаль «За трудову відзнаку»
- медаль «Ветеран праці»
- 2 срібні медалі ВДНГ
- 3 бронзові медалі ВДНГ
- премія Товариства високих температур Японії
- почесна медаль Американського біографічного товариства «2000 Millennium»[2]